# Kantivka, Starokosteantîniv
Kantivka (în ucraineană Кантівка) este un sat în comuna Nemîrînți din raionul Starokosteantîniv, regiunea Hmelnîțkîi, Ucraina.

## Demografie
Componența lingvistică a localității Kantivka
     Ucraineană (100%)
Conform recensământului din 2001, toată populația localității Kantivka era vorbitoare de ucraineană (100%).